# Crowle (Lincolnshire)
Crowle – miasto w Wielkiej Brytanii, w Anglii, w regionie Yorkshire and the Humber, w hrabstwie Lincolnshire. W 2001 miasto to zamieszkiwało 4 090 osób.